# Ассхат
Ассхат (нід. Asschat) — селище в нідерландській провінції Утрехт. Входить до муніципалітету Лесден. Наразі у ньому нараховується близько 20 будинків.

## Галерея

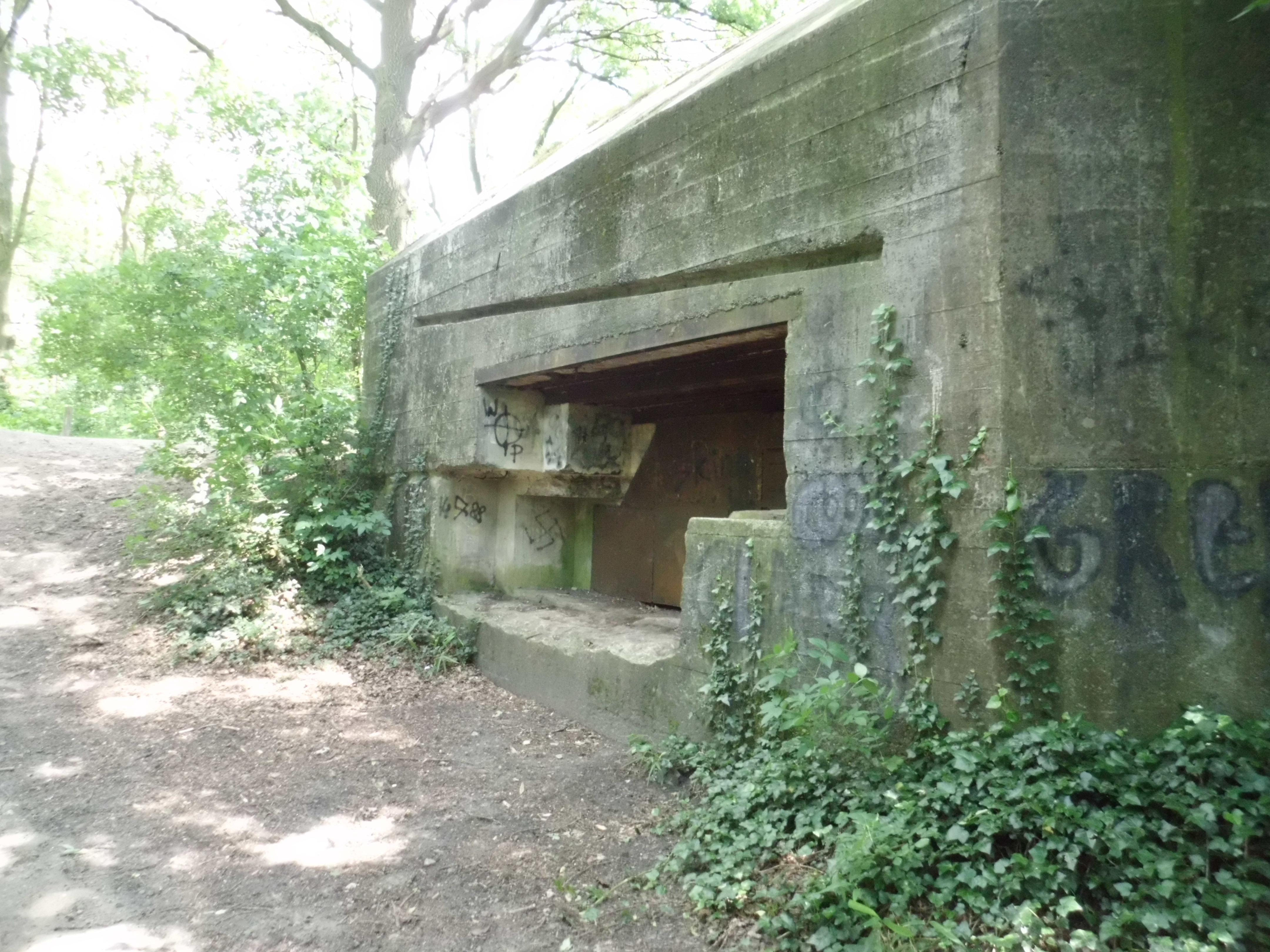
Бункер часів Другої світової війни
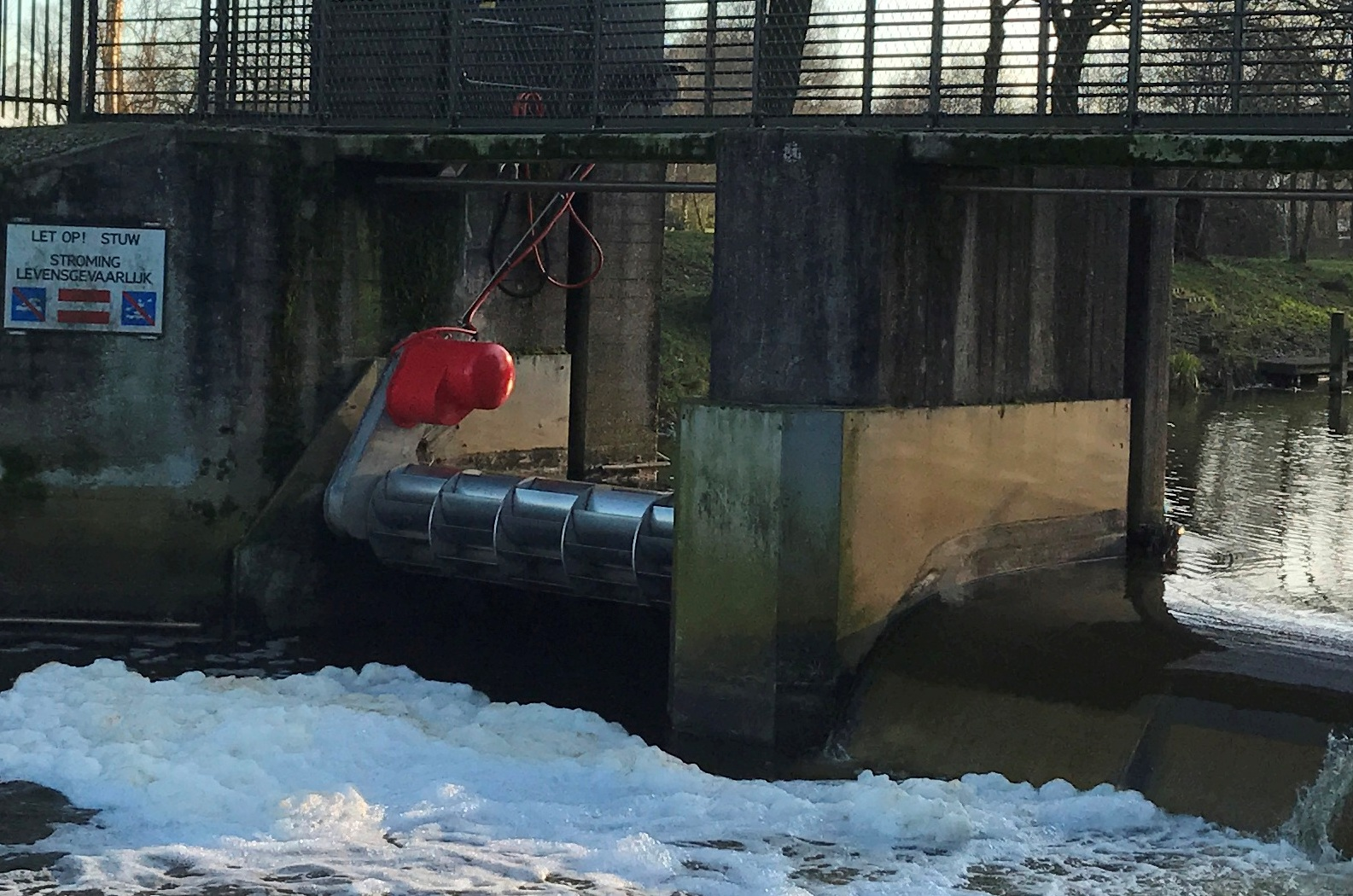
Міні-ГЕС у селищі